# Karel Dvořák (folklorista)
Karel Dvořák (28. května 1913 Olomouc – 9. června 1989 Praha) byl český literární historik, folklorista a překladatel z němčiny a ruštiny.

## Život
Karel Dvořák se narodil v Olomouci, kde také mezi lety 1924-1932 vystudoval reálné gymnázium. Poté odjel za studiemi do Prahy, kde navštěvoval Filosofickou fakultu Univerzity Karlovy. Zde vystudoval slavistiku a germanistiku. Kromě toho navštěvoval komparatistické semináře Václava Tilleho. Od roku 1938 učil na středních školách v Praze a Olomouci, ve 40. letech externě spolupracoval s nakladatelstvím L. Kuncíř. V roce 1949 získal titul PhDr. a v roce 1962 titul CSc.
Od roku 1947 byl odborným asistentem a od roku 1954 docentem dějin české literatury na Pedagogické fakultě Univerzity Karlovy. Po její přeměně na Vysokou školu pedagogickou (1955) byl v letech 1956-58 děkanem Fakulty společenských věd. Od roku 1958 působil na katedře etnografie a folkloristiky Filozofické fakulty Univerzity Karlovy. V té době se katedra osamostatnila a stala se stálým pracovištěm. Karel Dvořák zde byl v letech 1960-69 vedoucím.
Mezi lety 1962–1967 byl předsedou Národopisné společnosti československé. Aktivně se účastnil řady domácích i zahraničních konferencí a kongresů, organizačně i vědecky pracoval v domácích i mezinárodních folkloristických společnostech. V roce 1968 byl jmenován profesorem. V roce 1978 odešel do důchodu, ale stále působil jako externista.

## Vědecká a literární činnost
Od roku 1934 začal publikovat drobnější studie a přehledy a záhy se zaměřil výhradně na českou literaturu, především na F. L. Čelakovského – vydal jeho Slovanské národní písně, Mudrosloví národu slovanského ve příslovích a Básnické spisy. Statí o něm a K.J. Erbenovi přispěl do vznikajících Dějin české literatury II.
Do jeho oblasti zájmu spadala česká literatura 19. století. Zejména propojení umělecké literatury a folkloru (například soubor studií Mezi literaturou a folklorem, 1994). Jako editor se podílel na vydávání děl F. L. Čelakovského, K. V. Raise, K. H. Máchy nebo bratří Mrštíků.
K folkloru se dostal knihou Humanistická etnografie Čech. Vydával také písňové sbírky např. Písně starodávné lidu obecného českého namnoze nezbedné a pohoršlivé (Praha, 1989). Zájem o folklor se prohluboval a tak vyšla další díla – Pohádky a pověsti našeho lidu (1984), Z národopisných sběrů akademického spolku Slavia (Praha, 1984) nebo Soupis staročeských exampel (1978). Díky práci L. Sochorové, se podařilo vydat výběr jeho prací Mezi folklorem a literaturou: Studie z české a německé folkloristiky (1994).
Byl autorem či spoluautorem mnoha učebních textů, pro účely výuky rovněž sestavil několik čítanek.
Překládal z němčiny, latiny, ruštiny a dalších jazyků básně, prózy a filozofické úvahy, od 30. let je publikoval časopisecky. Překlady básní, próz a filozofických úvah otiskoval v katolicky orientovaných časopisech, odborné studie a recenze uveřejňoval později v Listech pro umění a kritiku, Řádu, Kritickém měsíčníku, České literatuře, Zlatém máji, Českém lidu, ve Věstníku Národopisné společnosti československé při ČSAV, Studia ethnographica i v zahraničních časopisech (Deutsches Jahrbuch für Volkskunde, Berlín; Hessische Blätter für Volkskunde, Marburg; Fabula, Berlín, aj.).

## Dílo
- Humanistická etnografie Čech (1975) - zpracování latinských zápisků německého duchovního Johannese Butzbacha o zážitcích z putování Čechami koncem 15. století.
- Mezi literaturou a folklorem (1994, ed. L. Sochorová) - soubor studií na pomezí literární vědy a folkloristiky.
- Nejstarší české pohádky (1976) - Soubor středočeských pohádek vybraných z exempel a přepsaných K. Dvořákem nám ukazuje základní vzory námětu většiny českých pohádek. Mimo neobyčejně čtivý přepis textu si kniha uchovává zásluhou širokého poznámkového aparátu i svou vědeckou hodnotu.
- Soupis staročeských exampel (1978) - soupis vychází z úplné excerpce památek starší české literatury od jejích počátků až do konce předhusitského období. Staročeská exempla poprvé včleňuje do mezinárodního kontextu, což se odráží i v uspořádání soupisu. Po pořadovém čísle typu následuje v angličtině heslo stanovené pro jeho dominantní motiv, případně jsou uvedena jeho jiná označení. Poté je podán motivický regest, za nímž následují srovnávací odkazy a odkazy na literaturu. 4 Exempla se dají považovat za jeden z hlavních nástrojů středověkého kazatelství. Stát se exemplem mohl kterýkoli z žánrově takto pestrých syžetů jenom tehdy, vyhověl-li základnímu předpokladu: posloužit k ilustraci, ke konkretizaci, vůbec k snadnějšímu porozumění nějaké mravní zásadě nebo odtažité teologické poučce.
- Pohádky a pověsti našeho lidu (1984)
- Z národopisných sběrů akademického spolku Slavia (Praha, 1984)
- Písně starodávné lidu obecného českého namnoze nezbedné a pohoršlivé (Praha, 1989) (sbírka necudných písní J. Jeníka z Bratřic)